# Linkwood

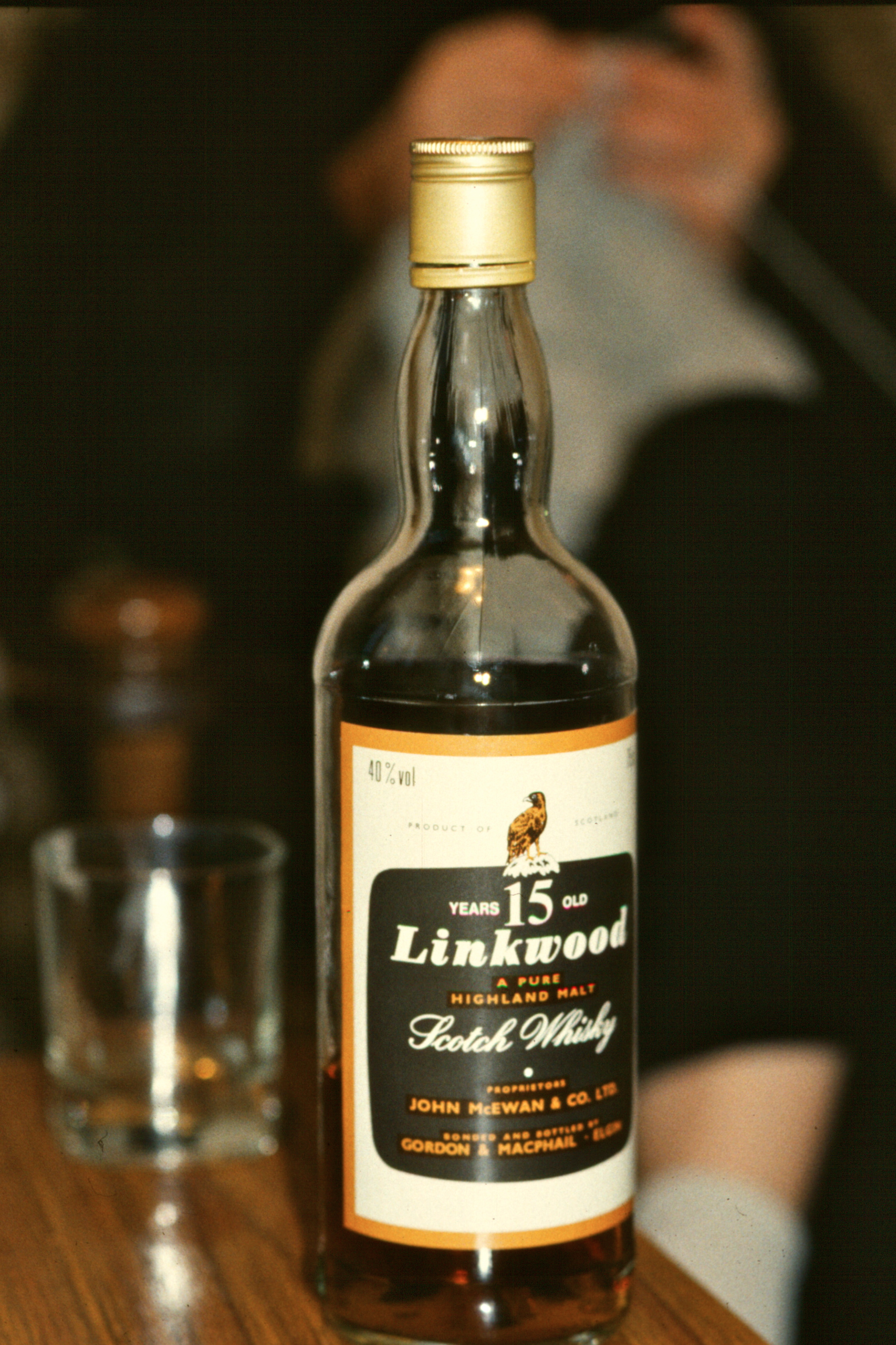

Linkwood est une distillerie de whisky située à Elgin dans la région de Moray dans le Speyside. La distillerie est située au cœur d’un parc de 4 hectares dans lequel se trouve un petit réservoir qui fournit l’eau de refroidissement de la distillerie.

## Histoire
Linkwood a été fondée en 1821 par Peter Brown, un agriculteur local qui a beaucoup investi dans l’immobilier. Avec cette création il souhaite augmenter la productivité de ses terres. La production commence trois ans plus tard. La distillerie est mise en gérance auprès de James Walker, le futur fondateur de James Walker & co. En 1871, elle passe sous le contrôle de son fils William Brown qui la restructure complètement. En 1897 après un nouvel agrandissement, l’entreprise familiale devient une société à responsabilité limitée sous le nom de Linkwood-Glenlivet Distillery Co Ltd. Elle reste propriété de la famille Brown jusqu’en 1933 date à laquelle elle est reprise par la Scotish Malt Distillers Ltd. La production est interrompue pendant la Seconde Guerre mondiale.
Le premier maitre distillateur de l’après guerre, Roderick Mackenzie est un personnage fantasque. Il est convaincu que tout changement dans la distillerie peut porter atteinte au caractère du whisky produit. Il refuse toute évolution technique et va même jusqu’à interdire de retirer les toiles d’araignée.
En 1962, une nouvelle restauration de la distillerie est entreprise avec le remplacement des alambics. La distillerie est raccordée au réseau électrique. Elle fonctionnait jusque-là avec un moteur à vapeur.
En 1971 une nouvelle distillerie est construite juste à côté avec quatre alambics. Jusqu’en 1985 les deux distilleries fonctionnent en parallèle, avec deux noms de code Linkwood A pour l’ancienne et Linkwood N pour la nouvelle. En 1985 l’ancienne Linkwood est fermée. Toute la production passe dans les nouveaux locaux. En 1992 la distillerie est vendue à United Distillers & Vintners devenu ensuite Diageo.

## Production
Selon les dossier fiscaux de la distillerie, la production de 1825 s’élevait à 4 500 litres produits avec deux alambics. Avec l’agrandissement de 1871, la production passe à 227 000 litres. Elle est aujourd’hui de 3 500 000 litres d’alcool pur par an.
Seulement 2 % de la production est vendue directement sous la forme de single malt whisky Tout le reste est soit vendu à des négociants soit pour son immense majorité utilisé pour la fabrication des blends. Le Linkwood entre dans la fabrication des Bell, Whitehorse, Dimple, Johnnie Walker ou Haig.
Embouteillage officiel
- Linkwood 12 ans (Flora & Fauna)

Embouteillage indépendant
De nombreux embouteilleurs indépendants proposent de multiples versions de Linkwood, la plupart vieillies dans des fûts de Xérès. On retrouve Linkwood dans les catalogues de Cadenhead, Duncan Taylor, Gordon & MacPhail, Hart Brothers et Signatory Vintage